# Euxoa loya
Euxoa loya là một loài bướm đêm trong họ Noctuidae.